# Müller Sigrist
Müller Sigrist ist ein Architekturbüro mit Sitz in Zürich, das 2001 von Pascal Müller und Peter Sigrist gegründet wurde. Zu ihrem Portfolio gehören unter anderem die Festhütte in Amriswil (2007), die Wohn- und Gewerbesiedlung Kalkbreite in Zürich (2014) und die Umnutzung des Felix-Platter-Spitals in Basel (2022).

## Geschichte
Müller Sigrist wurde im September 2001 gemeinsam von Pascal Müller (* 1971) und Peter Sigrist (* 1970, † 2014) in Zürich gegründet. Beide hatten sich zuvor im Architekturstudium an der ETH Zürich kennengelernt. In den folgenden vier Jahren gewann das Büro drei Wettbewerbe. Im Juli 2005 wurde Müller Sigrist eine Aktiengesellschaft. Im Januar 2007 wurde die Geschäftsleitung mit Samuel Thoma (* 1974) um ein drittes Mitglied erweitert. 2009 holte das Büro den ersten Rang im offenen Wettbewerb «Wohn- und Gewerbesiedlung Kalkbreite». Im Januar 2014 verstarb das Gründungsmitglied Peter Sigrist nach längerer Krankheit, ein paar Monate, bevor die Wohn- und Gewerbesiedlung ihre Eröffnung feierte. Das Bauwerk integriert das Kalkbreite-Tramdepot der Verkehrsbetriebe Zürich.
Das Architekturbüro beschäftigt rund 25 Mitarbeitende. Die Geschäftsleitung besteht seit Januar 2023 aus Pascal Müller, Patrick Fischer (* 1974) und Philip Thoma (* 1989).

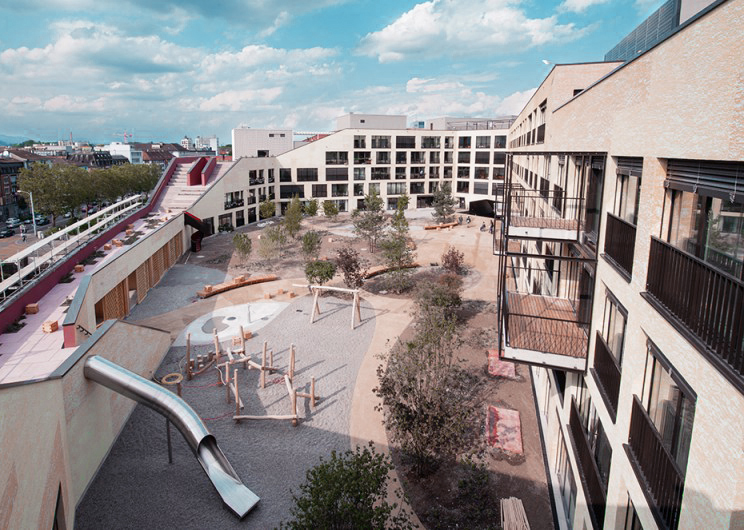
Wohn- und Gewerbesiedlung Kalkbreite, Zürich (2014)

## Bauten (Auswahl)
- Siedlung Holliger, Baufeld O3, Bern, 2023
- Umnutzung Felix-Platter-Spital, Basel, 2022
- Sozialzentrum Wipkingerplatz, Zürich, 2022
- VBZ Hardau, Erweiterung Busgarage, Zürich, 2020
- Zentrum Steinhausen, Steinhausen, 2017
- Migros Oberdorf, Affoltern am Albis, 2017
- Überbauung «Mehr als Wohnen», Häuser D, E & H, Zürich, 2015
- Überbauung «Suurstoffi», Baufeld 3, Risch-Rotkreuz, 2015
- Überbauung Riedmatt, Zug, 2015
- Gemeindehaus, Volketswil, 2014
- Wohn- und Gewerbesiedlung Kalkbreite, Zürich, 2014
- Hochschule für Gestaltung und Kunst (HGK) Dreispitz, Basel, 2013
- Siedlung Frohheim, Zürich Affoltern, 2012
- Festhütte, Amriswil, 2007
- Gemeindeverwaltungszentrum, Affoltern am Albis, 2005

## Auszeichnungen (Auswahl)
- 2018: Gutes Bauen Basel
- 2017: World Habitat Award 2016–2017, für «Mehr als Wohnen»
- 2017: Matilde Baffa Ugo Rivolta European Architecture Award 2017
- 2016: Architekturpreis Kanton Zürich[3]
- 2016: Brandschutz Preis
- 2016: Gute Bauten der Stadt Zürich, 2011–2015
- 2016: Hans Sauer Preis, für gute, bezahlbare Wohnbauprojekte[4]
- 2015: Iconic Awards, Kategorie Domestic
- 2015: Best Architects 16, Kategorie Wohnen
- 2010: Gutes Bauen Ostschweiz 2006–2010
- 2010: Award für Marketing und Architektur, Kategorie Öffentliche Bauten
- 2009: Europe 40 under 40, Emerging Young Architects and Designers
- 2007: Stahlbaupreis Prix Acier
- 2006: Gute Bauten im Kanton Zürich für das Gemeindeverwaltungszentrum Affoltern am Albis[5]
- 2003: Eidgenössischer Kunstpreis

## Publikationen (Auswahl)
- Müller Sigrist Architekten: Müller Sigrist. Bauten und Projekte 2001–2021. Quart Verlag, Luzern 2021, ISBN 978-3-03761-238-5.
- Heinz Wirz: Müller Sigrist Anthologie 6. Quart Verlag, Luzern 2008, ISBN 978-3-907631-97-3.